# Паули (лунный кратер)
Кратер Паули (лат. Pauli) — большой ударный кратер в южном полушарии обратной стороны Луны. Название присвоено в честь австрийско-американского физика Вольфганга Паули (1900—1958) и утверждено Международным астрономическим союзом в 1970 г. Образование кратера относится к раннеимбрийскому периоду.

## Описание кратера

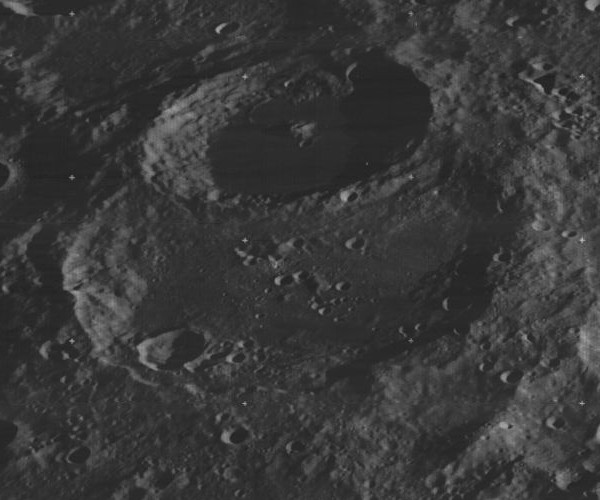
Кратеры Рош (внизу) и Паули (вверху). Снимок зонда Lunar Orbiter - III.

Кратер Паули частично перекрывает южную часть кратера Рош. Другими ближайшими соседями кратера являются кратер Росселанд на северо-западе; небольшой кратер Райдер на востоке; кратер Цераский на юго-востоке; кратер Хаген на юге-юго-востоке и кратер Козырев на западе-юго-западе. Селенографические координаты центра кратера 44°46′ ю. ш. 137°21′ в. д. / 44,76° ю. ш. 137,35° в. д., диаметр 95,3 км, глубина 2,8 км.
Кратер Паули имеет полигональную форму и умеренно разрушен. Вал несколько сглажен, в южной и западной части сохранил четко очерченную кромку. Внутренний склон неравномерный по ширине, узкий в северной части и наиболее широкий в южной, юго-западная часть склона отмечена маленьким приметным кратером. В восточной части внутреннего склона сохранились следы террасовидной структуры, северная часть прорезана множеством узких долин. Высота вала над окружающей местностью достигает 1380 м, объем кратера составляет приблизительно 6600 км³. Дно чаши плоское, затопленное и выровненное темной базальтовой лавой. В юго-восточной части чаши над поверхностью лавы выступает вершина небольшого безымянного кратера. В центре чаши расположен массивный округлый пик к северо-западной части которого примыкает маленький чашеобразный кратер. С востока на запад дно чаши кратера отмечено многочисленными узкими светлыми лучами от кратера Райдер.

## Сателлитные кратеры

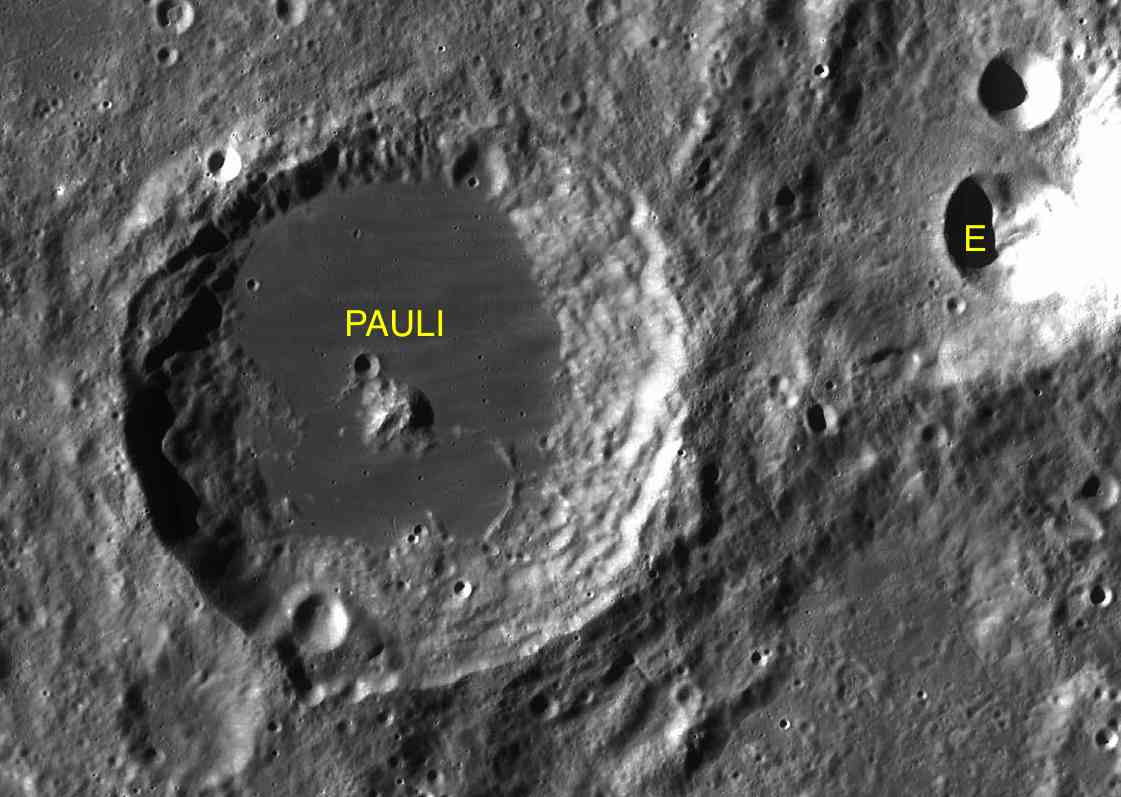
Фрагмент карты LAC-118.

| Паули | Координаты                                             | Диаметр, км |
| ----- | ------------------------------------------------------ | ----------- |
| E     | 43°54′ ю. ш. 142°04′ в. д. / 43,9° ю. ш. 142,06° в. д. | 23,4        |